# Propsephus fusconiger
Propsephus fusconiger is een keversoort uit de familie kniptorren (Elateridae). De wetenschappelijke naam van de soort is voor het eerst geldig gepubliceerd in 1909 door Schwarz.